# ロッテル・エミーリア
ロッテル・エミーリア（ハンガリー語: Rotter Emília,  1906年9月8日 - 2003年1月27日）は、ハンガリー出身の女性フィギュアスケート選手(ペア)。
1932年レークプラシッドオリンピック、1936年ガルミッシュパルテンキルヘンオリンピック銅メダリスト。1931年、1933年、1934年、1935年世界フィギュアスケート選手権優勝。パートナーはソラーシュ・ラースロー。

## 経歴
- ソラーシュ・ラースローとペアを組む。
- 1931年、1933年、1934年、1935年世界フィギュアスケート選手権優勝。
- 1932年レークプラシッドオリンピックにおいて銅メダルを獲得。
- 1936年ガルミッシュパルテンキルヘンオリンピックにおいて2大会連続銅メダルを獲得。
- 2003年ブダペストで死去。

## 主な戦績
| 大会/年      | 1928-29 | 1929-30 | 1930-31 | 1931-32 | 1932-33 | 1933-34 | 1934-35 | 1935-36 |
| ------------ | ------- | ------- | ------- | ------- | ------- | ------- | ------- | ------- |
| オリンピック |         |         |         | 3       |         |         |         | 3       |
| 世界選手権   | 5       |         | 1       | 2       | 1       | 1       | 1       |         |
| 欧州選手権   |         | 2       | 2       |         |         | 1       |         |         |